# みちのりトラベル東北
株式会社みちのりトラベル東北（MICHINORI TRAVEL TOHOKU.）は、岩手県盛岡市に本社を置く旅行会社。岩手県北自動車の子会社。日本旅行業協会会員、ジェイティービーのパートナー店舗。

## 概要
1994年に岩手県北自動車から旅行業部門を分社する形で、株式会社岩手県北観光として設立。「ふれあい紀行」のブランドで国内旅行・海外旅行を手掛ける他、周遊観光バスなどを手掛けている。
親会社である岩手県北自動車は、2019年8月23日に、同じ岩手県北自動車傘下である南部バス観光と経営統合を行う事を発表。2019年10月1日付で、岩手県北観光を存続会社として、南部バス観光を吸収合併した上で、商号を株式会社みちのりトラベル東北へ変更した。岩手県北観光の店舗は、みちのりトラベル東北○○支店として営業する他、南部バス観光の店舗は、本社はみちのりトラベル東北八戸支店、ラピア店はみちのりトラベル東北八戸支店ラピア店へ変更して営業する。
商号変更後は、岩手県北自動車仙台宮城営業所内にみちのりトラベル東北仙台支店を開設する他、海外の旅行代理店と提携しながら、訪日客向けの開発や売り込みを図る。

## 沿革
- 1994年4月1日 - 岩手県北自動車から旅行業部門を分社する形で株式会社岩手県北観光として設立。
- 2019年10月1日 - 岩手県北観光を存続会社とした上で、南部バス観光と経営統合を実施し、商号を株式会社岩手県北観光から株式会社みちのりトラベル東北へ変更。

## 営業所
- 本社 - 岩手県盛岡市厨川1-17-18（岩手県北自動車本社と同一）
- 宮古支店 - 岩手県宮古市大通4-5-3（岩手県北バス宮古駅前案内所と同一）
  - 岩泉小本支所 - 岩手県下閉伊郡岩泉町小本字南南中野239-1（岩手県北バス小本支所と同一）
- 北岩手支店 - 岩手県二戸郡一戸町一戸字北舘105-4（岩手県北バス一戸営業所と同一）
- 久慈支店 - 岩手県久慈市川崎町16-5（岩手県北バス久慈営業所と同一）
- 八戸支店 - 青森県八戸市大字是川字二ツ屋6-79（旧：南部バス観光本社、岩手県北自動車南部支社・岩手県北バス南部支社八戸営業所と同一）
- 八戸ラピア支店 - 青森県八戸市江陽2-14-1（旧：南部バス観光ラピア店）
- 東京支店 - 東京都千代田区有楽町1丁目10-1 有楽町ビル7階
- 台北事務所 - 中華民国台北市中山区南京東路二段160号3階305号室